# Un monde tout à l'envers
Albums de Red Cardell
Gwenn ha Du
(2014) Courir
(2018)
Un monde tout à l'envers est le 17e album du groupe Red Cardell, enregistré en janvier 2016 il sort commercialement le 29 mars sur le label Keltia musique. L'album marque le retour de l'accordéoniste Jean-Michel Moal au sein du groupe après un retrait de quatre ans. Pour ces retrouvailles, Jean-Pierre Riou forme un nouveau collectif avec le batteur Hibu Corbel et le multi-instrumentiste Pierre Sangra à qui est confié la direction artistique.

## Présentation
— Le mot de l'éditeur : Alain Le Meur, Keltia musique
.

## Liste des titres
| No  | Titre                    | Durée |
| --- | ------------------------ | ----- |
| 1.  | Un monde tout à l'envers |       |
| 2.  | À Rochechouart           |       |
| 3.  | Origine                  |       |
| 4.  | J'entends souffler       |       |
| 5.  | Juste se le dire         |       |
| 6.  | Cinéma                   |       |
| 7.  | Banc blanc               |       |
| 8.  | Y en a marre de la mer   |       |
| 9.  | Je marche                |       |
| 10. | Une autre vie            |       |
| 11. | Je cherche               |       |
| 12. | Mirabelle                |       |

## Crédits

### Musiciens

#### Membres du groupe
- Jean-Pierre Riou : chant, guitares, mandoline, banjo, synthétiseurs, samples.
- Jean-Michel Moal : accordéon, synthétiseurs.
- Pierre Sangra : guitares, violons, sitar, mandoline, banjo, ukulélé, synthétiseurs, samples, chœurs.
- Hibu Corbel : batterie, percussions, chœurs.

#### Musiciens additionnels
- Martin Saccardy : Trompette
- Simon Andrieux : Trombone

### Réalisation
- Écrit et composé par Jean-Pierre Riou et Jean-Michel Moal, excepté Origine écrit par Louis le Bihan et composé par Jean-Pierre Riou et Jean-Michel Moal.
- Arrangé par Pierre Sangra et Hibu Corbel.
- Réalisé par Pierre Sangra.
- Enregistré à Locquirec au studio Chez nous face à la mer, à Quimper au Novomax, à Noisy Le Grand Chez Pierre et à Plestin-Les-Grèves à la salle An Dour Meur. Mixé au Studio le Chausson à Plestin-les-Grèves et au studio Black box à Noyant la Gravoyere par Nicolas Rouvière.
- Masterisé par Peter Demiel et David Odlum au studio Black box.
- Produit et distribué par Keltia musique.
- Graphisme de la pochette: Fañch Le Hénaff.
- Photographies du livret : Philippe Bargain, Théophile Cadran.